# 阿尼西
阿尼西（法語：Anisy，法語發音：[anizi] ⓘ）是法国卡尔瓦多斯省的一个市镇，属于卡昂区。

## 地理
阿尼西（49°15'5"N, 0°23'31"W）面积4.19 平方千米，位于法国诺曼底大区卡爾瓦多斯省，该省份为法国西北部沿海省份，北濒大西洋英吉利海峡，东北与滨海塞纳省以海上边界相接，东临厄尔省，南至奧恩省，西与芒什省接壤。
与阿尼西接壤的市镇（或旧市镇、城区）包括：凯龙、康布昂普莱讷、马蒂厄、塔昂、维永-莱比松、科隆比-昂盖尔尼。

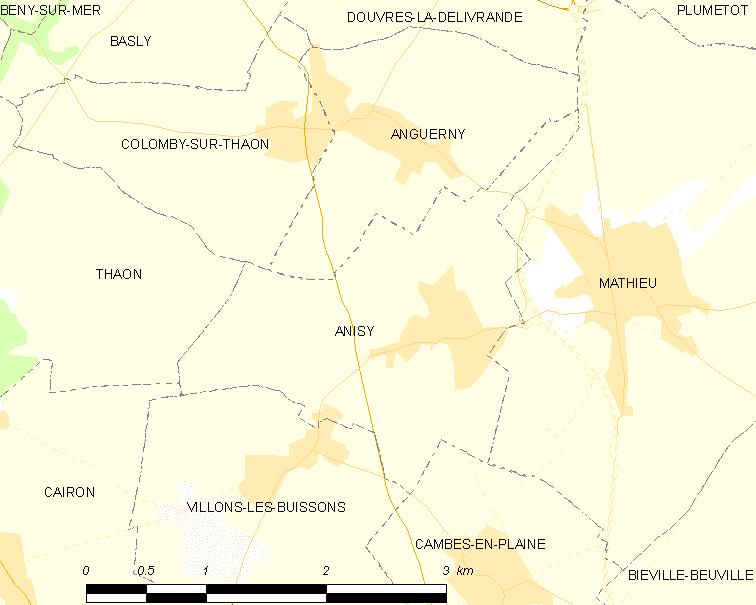
阿尼西的OSM定位图

阿尼西的时区为UTC+01:00、UTC+02:00（夏令时）。

## 行政
阿尼西的邮政编码为14610，INSEE市镇编码为14015。

## 政治
阿尼西所属的省级选区为滨海库尔瑟勒县。

## 人口

1962-2008年间阿尼西人口变化图示

阿尼西于2022年1月1日时的人口数量为796人。